# Kirche Leistenow

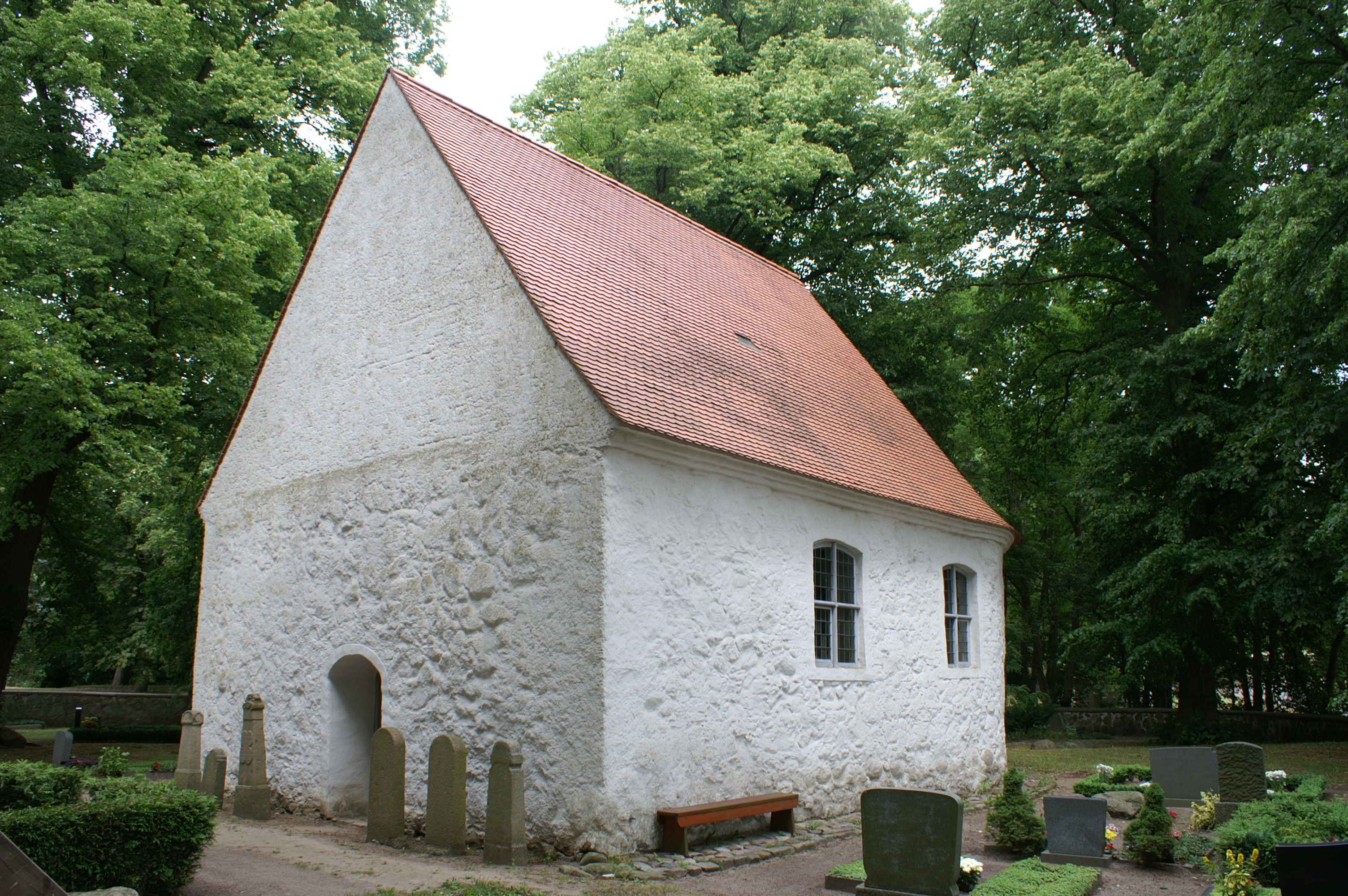
Kirche Leistenow

Die Kirche Leistenow, auch Kapelle Leistenow, ist ein Kirchengebäude im Ortsteil Leistenow der Gemeinde Utzedel im Landkreis Mecklenburgische Seenplatte. Sie gehört zur Kirchengemeinde Beggerow in der Propstei Demmin des Kirchenkreises Pommern.
Die Kirche ist ein rechteckiger Putzbau aus Feldstein mit halbrundem Abschluss nach Osten. Die Errichtung der Kapelle wird laut Dehio auf die zweite Hälfte des 17. Jh. datiert.  Im Werk "Die Bau- und Kunstdenkmale in der DDR. Bezirk Neubrandenburg" wird die  als Datierung "um 1700" erwähnt. Das Gotteshaus könnte als Tochter der Beggerower Kirche errichtet worden sein. Der Beggerower Pfarrer Dieckmann dagegen geht von einem Baubeginn in der ersten Hälfte des 14. Jh. aus. Das Kirchenpatronat hatten ursprünglich die Sarower Gutsbesitzer. 1955 wurde das Gebäude restauriert. Nach 1990 wurde ebenfalls eine grundlegende Restaurierung vorgenommen. Das Dach wurde erneuert, die Außenfassade und Innenausstattung saniert. Dabei bekam der barocke Altar wieder seine ursprüngliche Fassung zurück.
Das Kirchengestühl und die Empore stammen aus der Mitte des 18. Jahrhunderts. Das Altargemälde mit einer Darstellung der Kreuzigung Christi wurde um 1850 gefertigt.
Die Glocke befindet sich in einem freistehenden Glockenstuhl auf dem Kirchhof. Sie wurde 1859 von F. Schünemann in Demmin gegossen.